# Hanfu
A hanfu (kínai : 漢服; pinyin: Hanfu; szó szerint: „han ruha”) a hanfu megmozduláshoz és a han nép hagyományos viseletéhez köthető kifejezés. Nevét a Han-dinasztiáról kapta. Habár a Hansu című könyv tartalmaz utalást a „漢衣服”-ra a, modern mandarinban ezt „han jifu”-nak olvassák ki, de maga a hanfu szó nem jelenik meg sem a jelenlegi kínai szótárban, sem a Csihajban, de még a sztenderd mandarin nyelv szótáraiban sem.
Az ősi kínaiak ruházkodása hatással volt a kelet-ázsiaiak ruházataira, mint például a japán kimonóra és a koreai tradicionális hanbokra.

## Neve és modern szóhasználata
A „Hanfu” szó nem szerepel hivatalosan a szótárakban (Standard Mandarin Chinese "Contemporary Chinese Dictionary" 現代漢語詞典), de az internetezők 2003-ban létrehoztak egy új szót rá. "Dictionary of Old Chinese Clothing" 中國衣冠服飾大辭典 amelyben a ,,Hanfu,, 漢服 szó a ,,Han nép ruháját,, jelenti. Ezek szerint a Han-kori kínaiak ruhájukkal különböztették meg magukat a tőlük alacsonyabb rangúaktól. A hanfu kifejezés, amelyet nem használtak az őskorban, megtalálható néhány későbbi történelmi feljegyzésben mint például a Han-, Tang-, Szung-, Ming-dinasztiában és a Republikánus Kína Korszakában is, de még nem találtak egyértelmű előzményt olyan öltözékről amely a Hanfu elnevezést kapta volna.
2003-ban, a Han nép újjászületését támogatók elindítottak egy weboldalt Hanvang (漢網; Han network) néven, melynek célja a „hagyományos” Han ruházat és a Hanok felsőbbrendűségének a támogatása. Az akció résztvevői úgy vélik, hogy a Hanfu szó a Han néppel együtt tűnhetett el, amely egy 17. századi történelmi ruhára utal, amit a történelmi feljegyzések és tudományos kutatások is igazolnak, azonban a Hanfu kifejezés a BaiduBaikeEnciklopédia és a Hangvangonline felhasználóinak nagy része szerint is kínai eredetű.
A Kínai Ifjúsági Politikatudományi Egyetem professzora Csang Hszian(張 跣) a "Hanfu modern definíciójában" említi, amit a hanfu mozgalom szószólói tettek közzé. Nagy részük diák, akik a Hanok nem tudományos és nem hivatalos egységét hozták létre, a Hanok történelmi ruhájára utalva a Csing-dinasztia előtt, amely a Baidu Baike nevezetű kínai online enciklopédiában is megjelent.
Az Aicsi Egyetem professzora, Csou Hszing (azt állítja, hogy az úgynevezett "hanfu", amelyet nem használtak az őskorban, a mozgalom résztvevői által elképzelt hagyományos ruhára utalhat. Xing arra is rámutatott hogy a Hanfu mozgalom által ismert Hanfu szó nem azonos a Hanfu elnevezésű ruhával.
A Macquarie Egyetem lektora, Kevin Carrico rámutatott arra, hogy: „a valóságban, modern Hanfu egy kitalált ruhastílus, amely széles ujjú köpenyt, övet és élénk színeket foglalt magába’’. Mai követői azt állítják, hogy a Sárga Császár titokzatos alkotás volt, amelyet a kínaiak évezredek óta viseltek... A Han ruhaviselet egy fantasztikus hagyomány, amely olyan távoli képet vetített át a képernyőkön, ami a kínaiakat a fizikai valóság felé közelítette, melyben felismerhették önmagukat."

## Története

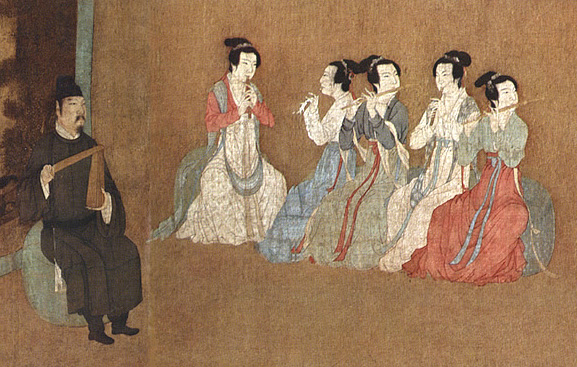
12. századi kínai festmény, Han Hszi-caj (Han Xizai) éjszakai dorbézolásai (韓熙載夜宴圖), mely zenészek ruháit mutatja be

A Han kínaiak - akik Kína legnagyobb etnikai csoportja - saját tradicionális viseletük több mint 3000 éves és ezt nevezték el Hanfu-nak. A Hanok ruházkodás a kezdetektől fogva elképzelhetetlen volt (különösen az elit körökben), amit selyemből készítettek, és amit a Sárga Császár társa, Lej-cu a császár felesége fedezett fel. A Hanfu tö alapja a Sang-dinasztia idején alakult ki, (1600-tól 1000-ig): Ji-ből, keskeny mandzsettából, térdhosszú tunikából és egy keskeny bokáig érő szoknyából amit csang-nak neveztek el, melyet pihszivel átkötve viselték. A technika miatt csak élénk színvilágot és zöld színt használtak. Az első Han korabeli kínai ruházat megváltozott majd fejlődni kezdett a divattal. A Sang-diszantiát követni kezdte a nyugati Csou-dinasztia, akik a Hanfu-t az osztályok közötti megkülönböztetésre kezdték el használni,a rang magasságát befolyásolta a ruha díszítése, a szoknya hossza és annak szélessége. A ruhaujjak szélesebbek voltak, mint a Sang-dinasztia idején, és a Ji tunika jádével volt díszítve, vagy derék körüli szárnyakkal. A Ji kifelé volt csavarva, amit Dzsiaoling jourennek neveztek vagy a jobb oldalra volt csavarva ami így átért a bal oldalra, mert a jobb kezesnek így könnyebb volt a viselése (a Csoungjüan (az emberek megriadtak/féltek a balkezességtől, ahogy sok más történelmi kultúrában, természetellenesnek, barbárnak és civilizálatlannak találták).
A Hszia- (Kr. e. 21-16. század), Sang- (Kr. e. 17-11. század) és a Csou-dinasztiában(Kr. e. 11-21. század) egy felső kabátrészt és hosszú szoknyát hordtak. Ez az alapforma nem változott, leszámítva néhány díszítés hozzáadásától. A gombokkal és más darabokkal/részekkel ellátott ruhák divatossá váltak a harcos államok idejében (i. e. 476 előtt). Később a Csin (Kr. e. 221-210) és Han (Kr. e. 206 – Kr. u. 220) dinasztiában a köpeny vágása megváltozott, így két különböző szegélye lett, ívelt, drágakövekkel díszített, egyenes szegélyű volt. Csak a nők ruhái változtak meg, a Wei-, Jin-, Dél és Észak-dinasztia (220-589) ideje alatt. Felső része szűkebbé vált, míg maga a ruha hosszabb és lazább lett. A Tang-dinasztiában (618-907) a férfiak körében kedvelt volt egy kis fekete kendőt használni a haj elfedésére, míg a nők a derékige megkötött ruhát kedvelték. A férfiak keresztes gallérral vagy kerek gallérral ellátott ruhát viseltek, míg a nők elől nyitott ruhákat hordtak szívesen. A Tang-dinasztia után a Hanfu átvett számos etnikai jellegzetességet. A katonai egyenruhákon a gombok később jelentek meg. A Csing-dinasztia (1644-1911) alatt a mandzsúri rezsim betiltotta a hagyományos kínai ruha viseletét. A Csing-dinasztia után a kínai emberek átvették a nyugati stílusú ruhákat de a hagyományos népi viselet sohasem tért vissza.
Kelet-Csou dinasztia feltalált egy ún. Sönyit - "mély köntöst" – ami a tunika és szoknya kombinációja. Külön részekre vágták, de külön anyagot varrtak a ruhának a bal oldalára egy sarokába, amit a Sönyi (pinjin: Shenyi) lezárására használták, a mellkasra rögzítve. A Sönyit bármelyikük viselhette, nemtől, szakmától vagy társadalmi osztálytól függetlenül. A technológia látványos előrehaladtával sok bonyolult és csodálatos minta jelent meg a Hanfu-ban. A teljes Hanfu ruhaipar fejlődni kezdett idővel pedig más ruhadarabokat is hozzáadtak. Mostanra úgy vélik, hogy több részből áll: Ji - nyílt gallérú lehetett, amit mind férfiak, mind nők viseltek; Pao – a testet elrejtő gallér, csak férfiak viselték; Ru - Nyitott nyakú gallér; San - nyílt gallérú ing vagy dzseki, amelyet az Ji felett hordanak; Csun vagy Csang – egyfajta szoknya, amelyet mind nők, mind férfiak viseltek, és a Ku - egyfajta nadrág. Hagyományosnak számított, hogy a Hanfu-t bojtokkal és jade-medálokkal díszítettek, vagy különböző dísztárgyak lógtak ki az övből vagy a szárny részéből,amit Pei-ként ismerünk. A férfiaknak kalapot, a nőknek póthajat készítettek amit a Hanfu-val együtt kombinálva is viselhettek. Ezek a fejfedők szintén megjelölték a hivatást és a társadalmi rangot is. A Hanfu a Csing-dinasztia kezdetén tűnt el (1644-1911), amelyet nem a kínai népesség többségéből álló Hanok alkotottak meg, hanem a Manchus, egy félig nomád nép, amely először Mandzsuriában mutatkozott meg. A Csing-dinasztia 1911-ben elesett, és Manchus ruhák gyorsan el is tűntek kezdve a nyugati stílusú ruhák térhódításának. A Hanok többsége ma nyugati stílus szerint öltözködik, a Hanfu-t ritkán viselnek. Manapság szerzetesek és a papok hordják, de fesztiválokon, rituális szertartásokon (pl.: közelgő életkor vagy átmeneti rítus), történelmi megemlékezéseken mások is magukra öltik.

### Tang-dinasztia (618–907)
A Tang-dinasztia Kína történelmének aranykorát mutatja, ahol a művészetek, a tudományok és a gazdaság fejlődött. A női ruhák és a személyes dísztárgyak a korszak sajátos új vízióit tükrözték vissza, amelyek soha nem látott kereskedelmet és interakciót mutattak a kínai határon kívül élő kultúrákkal és filozófiákkal együtt. Habár továbbra is úgy öltöztek mint őseik, (például a Han és a Szui dinasztiákban) a divatot a Tang-dinasztia alatt is befolyásolta a polgárok kultúrája és művészete. Korábban a kínai nőket egy régi konfuciánus kódex arra késztette hogy mindenüket eltakarva ruházkodjanak, de a Tang-dinasztiában fokozatosan váltak lazábbá, kevésbé szűkebbé a ruhák. A Tang-dinasztiában arra is készen állt, hogy átvegyenek és egyesüljenek külföldi kultúra elemeivel, amit a Hanokon keresztül fektetnek a kínai gyakorlattal. A Tang dinasztiára olyan külföldi kultúrák is hatással voltak mint Gandhára, Türkbegisztán, Perzsia és Görögország. Ezeknek a kultúráknak a stilisztikai hatásai a Tang-stílusú ruházatban fuzionálódtak, anélkül, hogy különös jelentőségű kultúrával rendelkeztek volna.

### Jüan és Szung-dinasztia (960–1279, 1271–1368)
Egyes Tang-kori ruhákat átvittek a Szung-dinasztiába mint például a bírósági viseletet. A Szung kori bírók piros színű ruhát, fekete bőrcipőt és kalapot hordtak a leggyakrabban. A gallér és az ingujj végeit csipkével vagy hímzett mintázattal díszítették. Ezeket a ruhákat díszítették még bazsarózsával, kaméliával, szilvavirággal, liliomokkal, stb. A Szung dinasztia császára gyakran három-öt féle ékszert hordott megkülönböztetésül az arcán (egyet arc mindkét oldalán, a másik kettő a szemöldök mellett, és egyet a homlokán). Habár egyes Song kori ruhák egy része hasonló volt a korábbi dinasztiáékhoz, néhány egyedi jellemző választotta el a többitől. Sok Szung kori ruhát átvett a Jüan és Ming dinasztia. A Song dinasztia egyik megszokott női ruhastílusa a Peice volt, amit rendszerint pólónak vagy dzsekinek tekintettek és amihez a Ru vagy a Ku passzolt. A Peicenek két mérete volt: a rövid a feje búbjától a koronája aljáig ért, a hosszú ami a térdeket takarta el.

### Ming-dinasztia (1368–1644)
A ,,Veritable Records of Hongwu Emperor’’, hivatalosan is leírta a Hongwu császár uralkodása alatti tevékenységeit, amit egy bírósági történész írt röviddel a Ming dinasztia megalakulása után. A Zsence egy nap a két hónapban és egy év a Hongwu korszakban (1368. február 29-én) a Hongwu császár elrendelte, hogy minden ruhadarab és fejdísz legyen visszaállítva a standard Tang dinasztiához, minden állampolgárnak a feje tetején kell összefognia a haját, és a hivatalnokoknak a Wu Sa Maot (fekete ruhás kalapot) kell viselniük, kerek gallér a taláron, öveket és fekete csizmákat. Ez kísérlet volt arra, hogy visszaállítsák azt az öltözködési rendszert, ami a Tang dinasztia alatt létezett. Az alapító császár gesztusa volt ez mellyel kifejezte a Han hagyományok újjáépítését és a kulturális identitást a Jüan-dinasztia legyőzését követően. Azonban a divatos mongol ruhákat, tárgyakat és kalapokat még mindig viselték a korai Ming előkelőségek, mint a például Hongvú és Csentö császár.
A Ming-dinasztia sok változást hozott a ruházkodásban, ahogy ezt sok más dinasztia tette. Fémgombokat alkalmaztak és a gallér szimmetrikus típusúvá vált, ami a Szung dinasztiában visszatért. Összehasonlítva a Tang korabeli ruhákkal ahhoz képest a Ming-dinasztia felső ruhájának és az alsó szoknyájának aránya jelentősen felcserélődött. Mivel a felső öltözet rövidebb volt mint az alsó öltözet, a dzsekik fogokozatosan lettek hosszúból rövidek, exponálva a szoknya lerövidítésével. A fiatal hölgyek a középső Ming-dinasztiában inkább ilyen ruhát viseltek. A Csing-dinasztia mellényei átalakultak olyanná mint ami a Yuan-dinasztiában volt. A Ming-dinasztia idején a konfuciánus kódok és eszmék népszerűsödtek ami jelentős hatással volt a ruházatra.

### Csing-dinasztia (1644–1911)
Amikor a mandzsúriaiak megalapították a Csing-dinasztiát, a hatóságok kiadtak egy rendeletet, amely meghatározta hogy a kínai férfiaknak mandzsúriai ruhát kellett viselniük és a hajukat pedig copfba fogniuk. A Kínában kisebbségben élő mandzsuk már egy évvel később rákényszerítették a nagyobb többséget képző han-népességre a saját ruha- és hajviseletüket. Így akarták rákényszeríteni a hanokat arra hogy egyszer s mindenkorra felszámolják a mandzsu és a han lakosság közötti külső megkülönböztető jegyeket. A ellenállók a hajukat leborotválva tiltakoztak a politikai elnyomás ellen. Néhány Han férfi önként vállalta hogy Mandzsu ruházatot visel, mint például a Csangsan. A Csing-dinasztiában már nemcsak a tisztviselők és a tudósok, hanem a közemberek is elkezdték viselni a Mandzsur öltözetet. Ennek eredményeképpen a Ming-stílusú ruházat megmaradt Kínában a Hszihaj forradalom alatt is.
A Csing-dinasztia idején a Mandzsu stílusú ruhát csak a tudósok és a hivatali elitnek kellett igénybe venni, mint például a Nyolc Transzparens- tagjainak és a kormányhivatalnokként dolgozó Han-férfiaknak. A nőknél a Mandzsu és a Han viselet egyidejűleg fennmaradt. A Csing-dinasztia során a Han nők továbbra is a Ming-dinasztia ruháit hordták. Sem a taoista papok, sem a buddhista szerzetesek nem voltak kötelesek viselni a sorra következő viseletet a Csing-dinasztiában; a buddhista szerzetesek számára továbbra is hagyományos frizurát (a teljesen borotvált fejet), a taoista papoknak pedig a fejük tetején tradicionális kínai copfot kellett hordaniuk.
Azok a han disszidensek/menekültek, akik mészárlásokat hajtottak végre, nem voltak hajlandók követni a kötelező ruhaviseletet. Li Csengtung, az egyik kínai tábornok, aki a Ming-disznatiában szolgált, de a Csing-dinasztiába menekült, parancsot adott arra, hogy egy hónapon belül három különféle mészárlást végezzenek el Csiating városában, ami több tízezer ember halálához vezetett. A harmadik mészárlás Csianting körzetében volt ami kevés túlélőt hagyott maga után. A Csiantingban történt három mészárlás volt a leghírhedtebb, a becslések szerint a tíz ezer vagy több mint százezer halálesetéről tudunk. Csianting ellenszegült a 10.000 fős Csing csapatnak 83 napon át. 1645. október 9-én áttörték a városfalat végül, a Csing-hadsereg Liu Liangcao vezetésével megtöltötték a városokat holttestekkel, még a kardok hódítása előtt lemészárolva 74 000 és 100 000 ember halálát okozva.
1645-ben a Han tábornok Hong Csengcso alatt szolgáló kínai katonák arra kényszerítették Csiating lakosságát hogy Csing-dinasztia ezüsttel fizessenek a hosszú tincsekért a Fucsoban amikor először hajtottak végre.
A későbbi Csing-dinasztia idejében egy vietnámi küldött még mindig a hivatalok Ming-kori ruházatát viselte. A helyiek egy része felismerte a ruháit, ám a megbízott szórakoztatónak és nevetségesnek tartotta azokat akik nem így öltözködtek.

### A Kínai köztársaság (Csunghua Minkuo) és a modern Kína (1912. január 1.)

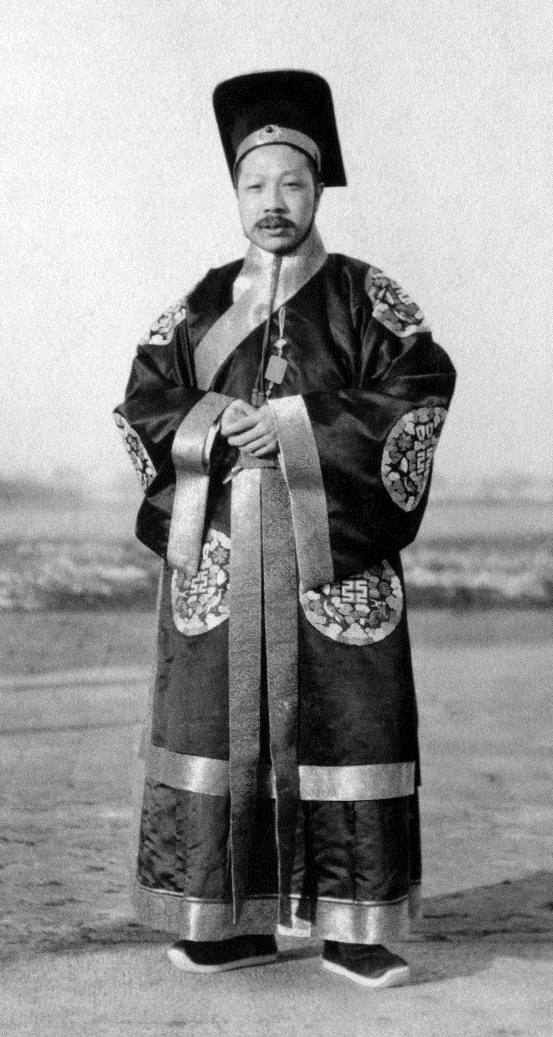
Jüan Si-kaj hanfuban

A Kínai Köztársaság időszakában a hagyományos Csing ruhák stílusai és formái fokozatosan megváltoztak, az európai és az amerikai divatkultúra hatására. A férfiak a Sun Yat-sen egyenruhát viselték, nyugati stílusú ruhákat, bőrcipőket és a keménykalapos sapkát, valamint a hosszú ruhát, mandarin kabátot, a pamutot és a házisapkát; a nők a Cipaot és a nyugati stílusú szoknyát viselték.
Miután 400 év eltelt a divatban, a reneszánsz Hanfut számos Han etnikai csoport vette át, mint divatot, hogy nyilvánosan is büszkék lehessenek a kínai kultúrájukra. Sok támogató úgy hitte, hogy a Hanfu viselése erős nemzeti identitást kölcsönöz. Számos egyetemnek Kínában Hanfu Társadalma van, amelynek tagjai Hanfut viselik a hagyományos kínai fesztiválok megünneplésére, és ezt a lehetőséget kihasználják hogy bemutathassák a Hanfu ruhát másoknak.

## Főbb típusai
Három alapvető janfu létezik: a Jísang cse-nek hívták a férfiakét, a Zsú Csün-nek pedig a nőkét, mind a kettőnél külön volt alsó és felső rész. Shen ji cse aminek a felső és az alsó része egybe volt varrva, mind a nőknek mind a férfiaknak ugyan az volt, csak más színben. A Csansang cse ami a felső ruházat egészére kiterjedt, a férfiakét Cse sen-nek és Jüan Ling-nek hívták, a nőkét pedig Pei Ce-nek és Pi Feng-nek.
A Han Kínai Ruházatnak három részből áll: alsónemű, belső ruha és kabát. A három réteg tíz részt foglal magába: gallér, szegély, hüvely, hajtóka, öv, stb. Kiegészítők a zokni, a kendő és a jade öv.
Három fő stílus van a hanfunak: a kabát és az ing, egyberuha, egy kabát és egy nadrág. Az alap a kabát és a szoknya. Később a ruhák lettek a megszokottak, de a kabát és a szoknya volt a nők kedvence.
A történelmi han ruházati stílust úgy lehetne összefoglalni, hogy olyan elemeket tartalmaz, amelyek megkülönböztethetőek és néha különleges módon rendeződnek. Ez eltér a többi etnikai csoport hagyományos ruházatához képest, leginkább a (Mandzsuk által befolyásolt időszakban hordtak), a csipaotól amit egyfajta tradicionális kínai ruhának tartanak.
A két stílus összehasonlítása:
| Részei      | Han                                                                                          | Madzsúriai                                                                                                  |
| Felső ruha  | ’’Ji" nevezetű laza hajtóka amik nyitva vannak                                               | "Pao" nevezetű amelyek biztosítják a nyak körül, és nincsenek első nyílások                                 |
| Alsó ruha   | "Csang" nevezetű szoknya                                                                     | "Ku" nevezetű nadrágból áll,                                                                                |
| Gallér      | Általában átlósan átfedik egymást, balról jobbra keresztezéssel                              | Párhuzamosan függőleges gallér, átlós hajtókával, amelyek átfedik egymást                                   |
| Ujj         | Hosszú és laza                                                                               | Keskeny és szűk                                                                                             |
| Gombok      | Kevés volt és azt is elrejtették                                                             | Sok és jól látható                                                                                          |
| Kiegészítők | Az övet és a szárnyat a derék körül elzárására, rögzítésére és hozzáillesztésével használják | A díszes díszléceket rendszerint a gallérhoz rögzítve használják, a ruha, a nyak és mellkas köré elhelyezve |

A teljes Hanfu több ruhadarabból/ruharészből állítják össze:
- Ji (衣): nyitott gallérú, amelyet mindkét nem viselhet
- Pao (袍): Bármilyen zárt, egyberuha, amelyet csak férfiak viselnek a Hanfu-ban
- Ru (襦): nyitott gallérú ing
- San (衫): Nyílt gallérú ing vagy dzseki, amit a Ji felett hordanak
- Csun (裙) vagy csang (裳): szoknya nőknek és férfiaknak
- Ku (褲): nadrág[2][6]

## Stílus

Han kínai senji (shenyi) (深衣) egyik típusa, melyet a Sang-dinasztia előttről egészen a Ming-dinasztiáig viseltek. Ez a típus a csecsü (zhiju) (直裾), melyet férfiak viseltek.

A hanok viselete megváltozott fejlődni kezdett a mindennapi divattal együtt, amiről úgy vélik, hogy a Sang-dinasztiában kezdődhetett el. A korábbi darabok sokkal inkább semleges és egyszerű szabásúak voltak a férfiak számára, a nők pedig általában szoknyát hordtak. A nők ruhája kihangsúlyozták az alakjukat, a felsőruharész hajtókáival, kötéseivel és szárnyaival együtt a derekuknál.

### Informális viselet
Ide tartozik a felső rész (Ji), alsó rész (mindkét nemben nadrág és szoknya, Csang vagy Cun), egy darabból álló ruhák, amit egyszer vagy többször (shenyi) érik körbe a testet.
- Csungyi vagy Csongdan: belső ruhák, elsősorban fehér pamut vagy selyem
- Sancsün: rövid kabát hosszú szoknyával
- Zsucsün: felső ruhadarab, külön alsó ruhával vagy szoknyával
- Kucsö: rövid kabát nadrágokkal
- Csetou/csesen: egy Ming-dinasztia-stílusú köpeny, hasonló a csechü sönyihez, de az oldalán levő szellőzőnyílások és a "varrott ujja" (azaz a hüvely mandzsetta zárt, egy kis nyílást meghagyva) megkülönbözteti,
- Daopao / Fusa: taoista / buddhista papok teljes ünnepi ruhája. Megjegyzés: A Daopao nem feltétlenül jelenti a taoista öltözetet, valójában a tudósok köntöséhez hasonló. A Daopao taoista verzióját De Luo-nak hívják, a buddhista változatot pedig Hai Csing.

Egy tipikus Hanfu készlet két vagy három részből áll. Az felső réteg ruha a Csungyi, és egy alsóruházat, amelyet a belül hordanak, pont mint nyugaton a póló és nadrág. A következő réteg a fő ruhadarab, amely többnyire zárt az elején. Néha választhattak harmadik réteget is, ez a Csaosan volt, aminek az elején egy nyitott felsőréteg található. Voltak bonyolultabb Hanfu-k is amik sok más részt is tartalmazhattak
A lábbeli a cipő, a fehér zokni, fekete ruha (fehér kalppa) volt az elvárt, de régebben, egy előre néző, hegyes orrú cipő is elfogadott volt. A taoistáknak, a buddhistáknak és a konfuciánusoknak lehetett fehér csíkos is.

### Félig formális viselet
A félig formális Hanfu a következő elemek/részekkel együtt létezett:
- Csang: egy hajtogatott szoknya
- Pihszi: hosszú, elülső ronggyal, a derékövről rögzítve
- Csaosan: hosszú, nyitott elülső kabát
- Kuan: hivatalos sapka

Ez a forma általában arra volt alkalmas amikor, vendégekkel találkoztak, találkozón vettek részt vagy más különleges kulturális rendezvényre/eseményre látogattak el. Az effajta viseletet gyakran a nemesség vagy a felső osztály hordta, mivel nem volt olyan ritka hogy drága darabokból állt, amelyeket általában selyemből és/vagy damasztból készítettek. A kabát ujjhossza sokszor mélyebb volt mint egy Sönyinek, azért hogy nagyobb volumenű megjelenést sugározzon.

### Formális viselet
Az informális és félig formális viselet mellett volt egy másik is, amelyet csak konfuciánus rituálékon hordtak (például áldozatok bemutatásánál, vallási tevékenységnél) vagy különleges emberek viselhették akik erre jogosultak voltak (például a tisztviselők és a császárok). Általában hosszú ruhát viseltek, aminek hosszú volt ujja volt, kivéve a Hszuantuan.
Formai ruhák lehetnek:
- Hszüantaun: a legformálisabb sötét köpeny/talár; megegyezik a nyugati fehér nyakkendővel
- Sönyi: hosszú egyberuha
- Csücsü: átlós/keresztbe tett ruha
- Csecsü: egyenes hajtókás
- Jüanlingsan, Lansan vagy Panlingpao: zárt, kerek gallérú köpeny/talár; leginkább hivatalos vagy akadémiai viselet volt

A legtöbb hivatalos ruhát a civilek is viselhették ez volt a Hszuantuan (jüenutuan), egy fekete vagy sötétkék felső ruhadarab, amely végigfut a térd mentén lefelé, hosszú ujjú (gyakran fehér szegéllyel), alul piros csang, vörös Pihszi motívummal és/vagy fekete színű szegéllyel, tetszőlegesen fehér övvel, két fehér szalaggal az oldalán vagy enyhén az elülső oldalra hajtva, a Peiso, és egy hosszú fekete Kuan. Ezenkívül hosszú, jáde Ku vagy puha Hu pálcát is hordhattak (mint egy királyi személy). Ezt a ruhadarabot többnyire áldozati szertartásokban használjták, mint például Csitien és Csicu stb. de alkalmas volt állami eseményekre is. A Hszuantuan lényegében a tisztviselők és a nemesek bírósági ruhájának egyszerűsített változata volt.
A vallási rendhez tartozók egy sima, középrétegű ruhát viselt, amire egy díszes köpeny vagy kabátot vettek rá. A taoisták egy "skarlát ruhát", amit Csiaong pao–nek hívnak, amely egy nagy varrott köpeny, hosszú és mély ujjú, amit formális rituálékon hordtak. Gyakran szürke vagy vörös színű volt, széles szegéllyel és bonyolult szimbólumokkal, motívumokkal hímezve, (mint például a Nyolc Trigram-Pakua, a Jin és Jang, a Taicsi. A buddhistának egy skarlát színű, arany vonalakkal telivarrt köpenyt/talárt kellett viselniük, amelyen egy téglafal mintázat volt a bal váll fölé tekerve, és a test jobb oldalán zsinórral volt rögzítve. További díszítések is léteztek, főként a főpapok számára.
A tudósoknak és hivatalnokoknak ruháit megkülönböztették, amit Csangfu-nak hívtak. Ezek az évek során megváltoztak, de a standard kerek, galléros ruha eltakarva maradt. A legérdekesebb a fejvédő volt amire jellemző volt az hogy szárnya van. Csak azok voltak jogosultak viselni őket, akik átmentek a polgári vizsgákon de ezeknek a változatait tudósok és átlagemberek/laikusok is viselhették, sőt esküvőkön a vőlegény is (de kalap nélkül).
| Stílus      |
| Hszuantuan  |
| Sönyi       |
|             |
| Jüanlingsan |

#### Bírósági ruházat
A bírósági viseletet hivatalos alkalmakon és ünnepségeken hordtak, amelyen az uralkodó is jelen volt (például trónra lépés ünnepségen). Az egész ruha egy összetett rétegből állt, és eléggé bonyolultnak tűnt. A bírósági ruha hasonló volt a Hszuantuan részeihez, de több dísztárgyakkal díszítéssel és gondosan kidolgozott fejdísszel rendelkezett. Gyakran cinóber és élénk kék színei voltak. A bírósági viseletnek különböző változatai vannak, amelyeket bizonyos alkalmakkor viselnek.
Bírósági viselet:
| Romanizáció | Hanzi | Meghatározás                                                 |
| Mienfu      | 冕服  | a császár vallási ruhája, hivatalnokok vagy nemesek          |
| Pianfu      | 弁 服 | császár katonai ünnepi ruhája, hivatalnokok vagy nemesek     |
| Csaofu      | 朝服  | egy császár vörös bírósági ruhája, hivatalnokok vagy nemesek |
| Kungfu      | 公 服 | hivatalos udvaröltözet rang szerint                          |
| Csangfu     | 常服  | mindennapi bírósági ruha                                     |

A bírósági viselet gyakorlati alkalmazása a mai modern korban már elavult, mióta nincs monarchia Kínában.

### Kalapok, fejfedők és frizurák

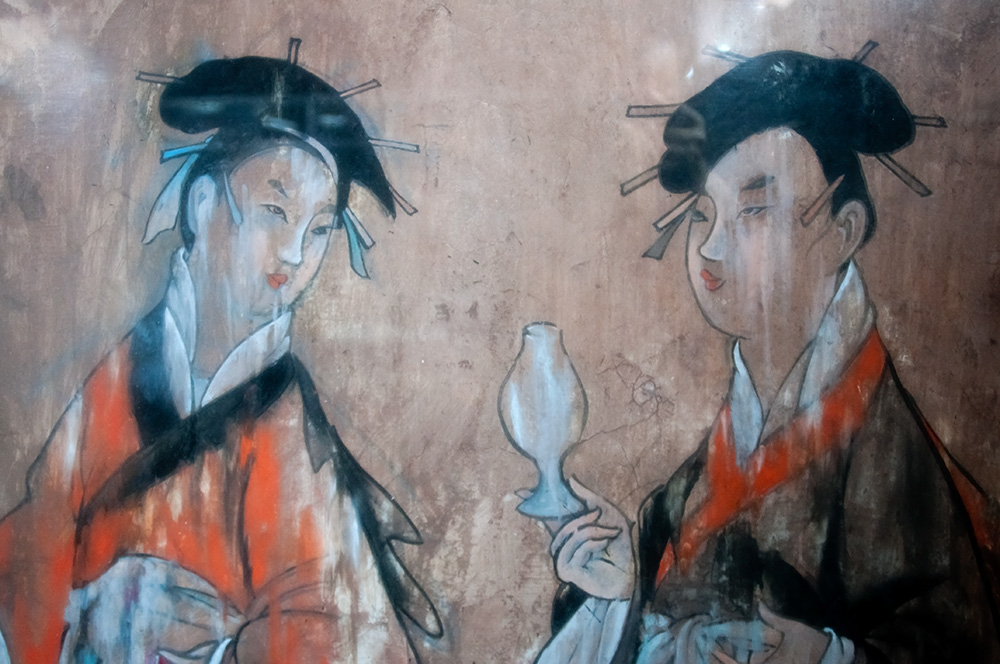
Han hajstílusú hölgyek a Keleti Han korszakából

A nők sapkát a férfiak póthajat viseltek. Az határozta meg valakinek a szakmáját vagy a társadalmi rangját amit a fején hordott. A férfiak fejfedőjét Jin-nek nevezik,ami puha sapkákhoz, a Mao merev sapkákhoz és a Kuant formális fejdíszhez hasonlít. A tisztviselők és az tudósok különféle kalapokat hordhattak, jellemző volt a Putou, a Wu Sa Mao, a Sze-fang pinding csin; vagy egyszerűen Fangcsin és a Csuangce. A nőknél jellemző a Csi, de a bonyolultabb póthajakat is szerették hordani.
Továbbá a haj ápolás szintén fontos része volt az ősi Han emberek mindennapi életének. Gyakran előfordult, hogy a férfiak és a nők nem vágták le a hajukat addig, ameddig el nem érték a felnőttkort. Ez jelentette hogy közeledik a ,,Felnőtté Válás Ceremóniája,, amit Kuan Li-nek hívnak, amelyen rendszerint 15-20 éves kor közöttiek vehettek részt. Hosszú ideig természetes módon növesztették a hajukat egészen a halálukig, beleértve az arcszőrzetüket is. Ez azért volt, mert Konfuciusz egyik tanítása kimondja hogy a testüket, a hajukat és a bőrüket a szüleiktől kapták és nem szabad megváltoztatni azokat. ("My body, hair and skin are given by my father and mother, I dare not damage any of them, as this is the least I can do to honor and respect my parents'' ,,身體 髮 膚, 受諸 父母, 不敢 毀傷, 孝 之 始 也" – amit úgy fordíthatnánk, hogy: ,,A testemet a hajamat és a bőrömet apám és anyám adta, nem merek kárt tenni bennük, mivel ez a legkevesebb, amit megtehetek a szüleim tiszteletben tartása érdekében.’’) Valójában az ősi Kínában a levágott szőrzetet büntetésnek tekintették, melynek célja a bűnözők megalázása, valamint a sing tetoválás, hogy a hétköznapi emberek ugyanazt a tanítást nem tetováltathatják a bőrükre.
A gyermekek mentesültek a fenti szabályok alól; rövidre vághatták a hajukat, különféle csomókat, zsinórokat tehettek bele, vagy egyszerűen csak hagyhatták, hogy magától megnőjön mindenféle változtatás nélkül. Amikor elérték a felnőttkort, minden férfinak kötelessége volt, a hosszú haját a feje tetején hordani (vagy a mögé) Csi zsinórra megkötve copfba, így rejtve el a frizurájukat mindig (kivéve a buddhista szerzeteseket, akik mindig teljesen leborotválták a fejüket, hogy megmutassák, hogy "elszakadtak a halandó földi világ kötelékeitől", és a taoista szerzetesek, akik általában csak Can nevezetű kontyot hordtak anélkül hogy lelepleződtek volna. Így a "copf", amely a legmodernebb kínai drámák vagy filmek (az arcszőrzet kivételével) mindkét oldalról és/vagy hátulról lógó ősi kínai férfiak közös, de téves ábrázolása). A felnőtt nők pedig sokféleképpen hordhatták a hajukat, minden dinasztiában más divatok voltak elérhetőek a nők számára.
Ezt a szigorú "nem-vágom a hajamat" a Han-kínaiak a történelem során Konfuciuszig megtartották, egészen a Ming-dinasztia végéig (1644), amikor Dorgon herceg arra kényszerítette a Han nép férfiait, hogy vegyék át a mandzsu férfiak hajviseletét, akik borotválták a homlokukat, és a megmaradt hajat lófarokba fogva hátul hordták annak bizonyításához, hogy a Csing (pinjin: Qing) hatalomhoz, az ún. ,,Csing Rendszer’’–hez tartoznak. A Han gyermekeket és nőket ettől megkímélték, a taoista szerzetesek számára megengedett volt a hajuk megtartása, a buddhista szerzeteseknek pedig le kellett borotválniuk a hajukat. Li Csengdong, Liu Liangco és a Han csapatok végrehajtották a parancsot miszerint rá kellett kényszeríteniük az népet a mandzsu hajviseletre. 1645-ben a han katonák tábornoka, Hong Csengcso (pinjin: Hong Chengchou) sorbaállásra kényszerítette Csiennan népet, ahol kezdetben a hanoknak ezüsttel fizettek hogy szalaggal befont hosszú tincset hordjanak (míg másokat kényszerítettek) Fucsouban, ahol először hordtak ilyet.
| Férfiak fejfedője | Nők fejfedője |
| Mianguan | Főnix korona  |
| Tungtiankuan | Huaseng       |
| Pibien | Pien          |
| Jinhsziankuan | Hajcsat       |
| Longkuan |               |
| Putou - informális viselet ami a Jin-dinasztiába nyúlik vissza, amelynek később számos változatát fejlesztették ki |               |
| Csangokfutou – A Song-dinasztia alapítója tervezte, mindkét oldalán hosszúkás szarvakkal, azért hogy a tisztviselők megtartsák a távolságot egymás között, így a bírósági gyűlések során nem tudtak suttogni egymásnak. Ezt később a Ming-dinasztia is alkalmazta a bíróságon       |               |
| Csan Cse Fu Tou - közismertebb nevén Wu Sa Mao. A hivatalnokok szokásos viselete volt a Ming-dinasztia idején. A "Wu Sa Mao" kifejezést még mindig gyakran használják a modern kínai szlengben, amikor kormányzati pozícióra utalnak.                                               |               |
| Jisankuan - A Filantrópia szárnyas koronája", amelyet a császárok és a Ming-dinasztia fejedelmei viseltek, valamint számos Korea és Ryukyu Királyság királyai. Ékszerek és sárkányok díszítették; míg a többieké olyanok voltak, mint a Wu Sa Mao, csak szárnyak felfelé hajlottak. |               |
| Pasou |               |
| Patou |               |
| Csuce cshin |               |
| Csouce cshin |               |
| Csuangce cshin |               |
| Fucshin |               |
| Li |               |
| Ce |               |
| Vangjing |               |

## A Hanfu hatása Kelet-Ázsiára
A hanfu a hagyományos kínai kultúra szimbóluma volt. A szomszédos ázsiai országok ruháit messzemenően befolyásolta, mint például a japán kimonót, a koreai hanbokot és a vietnámi Áo giao lĩnht. A kínai ruhát a japánok az 5. században kezdték el átvenni. A hagyományos japán ruha a kimonó, a másik fajtája a gofuku, ami ,,Wu ruházatot jelent’’. Wu egyike volt a kínai Három Királyságnak (220-280).